# Helmut Wellschmidt
Helmut Wellschmidt (* 12. März 1930 in Teschen; † 8. April 2015 in Nürnberg) war ein deutscher Maler und Grafiker.

## Leben
Nach der Ausweisung der Familie im Jahr 1946 aus der Tschechoslowakei besuchte Wellschmidt Malkurse bei Wacha in Neuburg an der Donau. Von 1952 bis 1958 absolvierte er ein Studium der Malerei und Grafik an der Akademie der Bildenden Künste Nürnberg. Studienreisen führten ihn in die Schweiz, nach Italien, Frankreich und Spanien. Seit 1962 hatte er einen zweiten Wohnsitz in Plön, Schleswig-Holstein. Dort beschäftigte er sich hauptsächlich mit Kunst am Bau und schuf Mosaiken und Fresken. 1969 nahm er die Tätigkeit als Kunsterzieher an einer Privatschule in Nürnberg auf. Nach der Versetzung in den Ruhestand war er ausschließlich als freischaffender Künstler in Nürnberg tätig.

## Werk

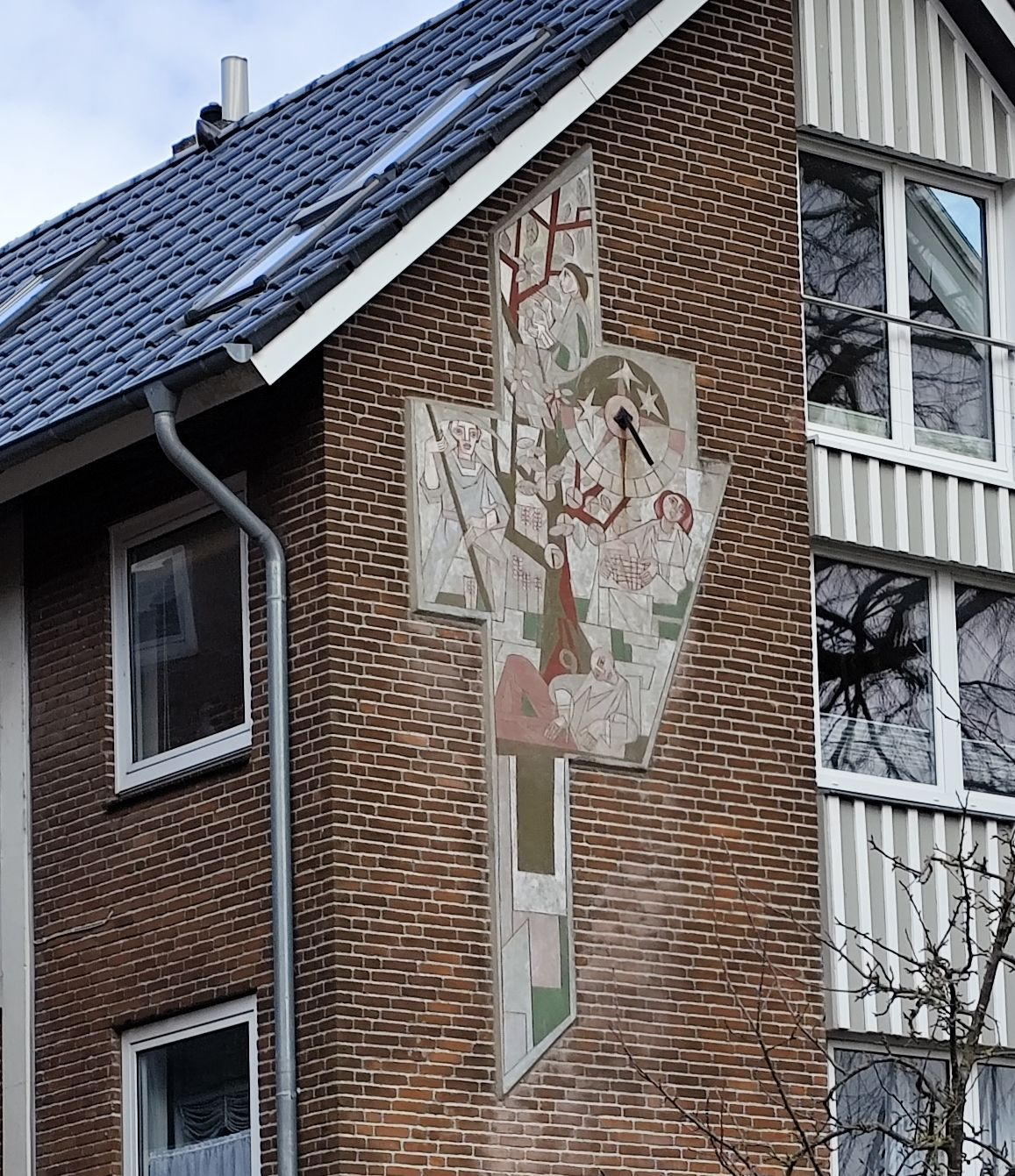
Relief mit Sonnenuhr in Plön

Helmut Wellschmidts Ölgemälde, Aquarelle und Grafiken beschäftigen sich mit den zentralen Fragen des Lebens und dessen Vergänglichkeit. Ein Schlüsselwerk seines künstlerischen Schaffens stellt der Gemäldezyklus „Triptychon“ von 1994 dar. Hier wird der Mensch in seinem Schicksal zwischen Geburt und Tod in einer fast alptraumhaften Grundstimmung thematisiert.
In seinen Werken schlägt der Künstler einen Bogen von der Vergangenheit zur Gegenwart. So sind Anleihen an die Alten Meister, insbesondere an die phantastischen Bildwelten eines Hieronymus Bosch, unverkennbar. Die gestenreichen, überlangen Gliedmaßen erinnern zugleich an die Körpersprache expressionistischer Künstler. Die teilweise fast karikaturhaft wirkenden Darstellungen lassen sich mit dem Schaffen A. Paul Webers vergleichen.
Kunstwerke von Helmut Wellschmidt befinden sich in öffentlichen Sammlungen der Städte Nürnberg, Fürth und Schwabach.

## Ausstellungen
- 1997: Bad Segeberg, Evangelische Akademie Nordelbien
- 2005: Eichstätt ehem. Johanniskirche
- 2015: Berlin, Galerie Achtzig
- 2016: Nürnberg, Galerie Jacobsa
- 2016: Nürnberg, Galerie Friedenskirche
- 2017: Wien, Palais Pallfy